# Deuce
Арон Ерлікман (Aron Erlichman; 2 березня 1983, Лос-Анджелес, США), більш відомий під псевдонімом Deuce (раніше - "Tha Produca") - американський виконавець, автор пісень,композитор та продюсер. Став популярним, будучи вокалістом та засновником відомого реп-рокового гурту Hollywood Undead. Після відходу Deuce зайнявся сольною кар'єрою, підписав контракт з  лейблом «Five Seven Music», де видав свій перший сольний альбом "Nine Lives" (24 квітня 2012). Першого тижня було продано близько 12 тисяч копій цього альбому.

## Біографія

### У складі Hollywood Undead
У 2005 Deuce починає свою музичну кар'єру, записавши свої перші треки «Franny», «Surface Air», «Breaking Through» і «Sometimes» під власним іменем. Пізніше він разом з Джорелом Декером(Jorel Decker, J-Dog) та Джефом Філіпсом(Jeff Phillips, Shady Jeff) створює реп-роковий гурт Hollywood Undead і викладає пісню "The Kids" на MySpace. Отримавши позитивні відгуки, вони запросили до гурту своїх друзів Shady Jeff (Джефф Філіпс), Johnny 3 Tears (Джорж Артур Рейган), Funny Man (Ділан Пітер Альварез), Charlie Scene (Джордан Крістофер Террелл), Da Kurlzz (Меттью Сент Клер). Спочатку Deuce записував пісні під псевдонімом "Tha Producer" через його роль у команді, згодом "Prodeuca" і зрештою виділив звідси "Deuce" (в дослівному перекладі - "Двійко")  До конфлікту з Deuce гурт встиг видати дебютний альбом Swan Song, який зайняв 22 позицію на Billboard 200 Пізніше, група випустила два міні-альбоми:  Swan Songs B-Sides EP і Swan Songs Rarities EP. У 2009 році гурт випустив свій перший концертний альбом Desperate Measures, який посів 29 позицію в чарті Billboard 200 .У 2009 році вокаліст і засновник групи Deuce несподівано не узяв участь в Vatos Locos Tour. Тоді група запросила свого старого друга Даніеля Мурільо виконувати вокальні ролі Deuce під час туру. Даніель погодився, перервавши тим самим кар'єру вокаліста в пост — хардкор групі Lorene Drive і виступ у відомому шоу American Idol. У середині січня 2010 група офіційно оголосила його новим учасником, давши псевдонім Danny. Навесні 2010 року Deuce записує пісню «Story of a Snitch», в якій стверджує, що його вигнали з групи. У відповідь на це Hollywood Undead заявили, що не будуть піддаватися на ці провокації, щоб «не опускатися до його рівня».
В інтерв'ю rock.com  Чарлі розповів свою версію відходу Deuce з гурту:
|  | Він хотів мати особистого помічника в турі. Ніхто з нас не мав особистого помічника. Нам це не було необхідним, а він хотів щоб гурт оплачував це і ми платили близько чотирьох місяців. Потім ми сказали, що не будемо платити 800 доларів на тиждень, щоб його дружок їздив з ним. Ми поїхали до аеропорту летіти на наступний тур, а він не з'явився. Ми не знали, що в біса робити? Ми телефонували йому, а він не відповідав. Тому перші два тижні цього туру я співав всі його частини. Оригінальний текст (англ.) [He wanted to have his personal assistant come on the tour. None of us have personal assistants. We don't need that, and he wanted the band to pay for it and we did for like four months. After that we were like, 'we're not gonna pay $800 a week to have your buddy out on tour'. We went to the airport to fly out for our next tour, and he didn't show up. We were like, what the fuck do we do? We called him and he didn't answer. So for the first 2 weeks of that tour, I sang all his parts.] Помилка: {{Lang}}: не вказано код мови (допомога) |

### Сольна кар'єра

#### Перші роки
Після відходу з Hollywood Undead Deuce сформував власну однойменну групу, яка асистує музикантові під час концертних виступів. До складу групи увійшли: гітарист і продюсер Джиммі Юма (брав участь у написанні і запису пісні «This Love, This Hate» з альбому Swan Songs), барабанщик Тай Геддіс, сестра Арона - Аріна Ерлікман (виступає під ім'ям Arina Chloe) і репери - Брайан Лей (b.LaY) і Вардан Асланян (Truth). Через проблеми з лейблом, не зміг записати запланований на 2010 рік альбом. У вересні 2010 року, зробив свій перший офіційний живий концерт у ролі сольного виконавця на музичному фестивалі у  Каліфорнії, співаючи на розігріві у Eminem, Blink-182, Rise Against та інших.. 
У вересні 2011 видано The Call Me Big Deuce EP, збірник реміксів Deuce на пісні Eminem, 50 Cent, Jay-z та Hollywood Undead.

#### Nine lives
Deuce завершив роботу над своїм сольним альбомом в кінці 2011 та запланував його вихід на 27 березня 2012 року. Але реліз було перенесено на 24 квітня через певні проблеми з оформленням альбому.

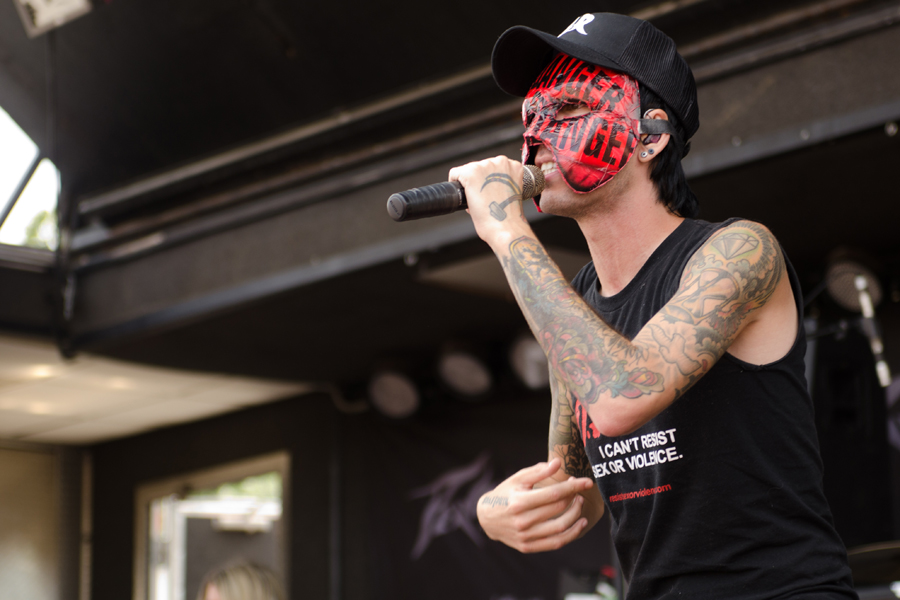
Deuce на Uproar Festival 2012

 Перший сингл "Let's Get It Crackin'" побачив світ 28 листопада 2011 року. Другий сингл "America" мав з'явитися в кінці січня 2012, але через витік кліпу в грудні 2011, був випущений 10 січня,
Третій і останній сингл отримав назву "Help Me" і вийшов 27 березня
У своєму інтерв'ю Gibson guitars Deuce розповів, що надихнуло його на написання пісні «Америка». «Для мене настали дивні часи, і я відчував себе по справжньому погано. І тоді я сказав собі, що мені начхати наскільки погане моє життя, я просто прийму його і поверну на свою користь»
Стосовно порівняння Nine Lives з першим альбомом Hollywood Undead Deuce сказав так : Минулого разу над альбомом працювало безліч людей, зараз це ТІЛЬКИ Deuce. Раніше люди, які не продюсували альбом і не писали пісні намагалися щось змінити, а зараз є тільки Deuce і я можу робити абсолютно все, що захочу". Першого тижня було продано 11 425 копій альбому, що принесло йому 37 місце в рейтингу Billboard 200.

#### Invicible(2015)
На концерті в Москві Deuce заявив, що вже працює над новим альбомом.
14 жовтня 2015 з'явився перший сингл Nightmare, який було заплановано на Хеловін.
17 жовтня 2015 в Інтернет потрапляє ще одна пісня - Bad Attitude.
Заявлено, що альбом буде повністю безкоштовним.

### Проблеми з законом
З кінця 2018 року Арон чотири рази потрапляв до в'язниці. Це викликало багато обговорень серед фанів про можливе завершення кар'єри його, як музиканта. Окрім того, на сторінках в соціальних мережах та офіційному сайті Deuce немає активності з 2018-2019 року.